# Trióxido de dinitrogênio
Trióxido de dinitrogênio ou anidrido nitroso (N2O3), composto químico, líquido, azul, instável acima de 3 °C na pressão normal. O ponto de fusão é de -102 °C e o ponto de ebulição de 3 °C. A 2 °C tem uma densidade de 1,4g/cm3.
O trióxido de dinitrogênio é produzido a partir da mistura a partes iguais de óxido nítrico (NO) e dióxido de nitrogênio (NO2), o composto químico resultante será arrefecida a menos de -21 °C. O composto químico resultante só estável no estado sólido e líquido, pois quando aquecido decompõe-se.
É o anidrido do instável ácido nitroso, que é produzido ao ser misturado com água (H2O).